# MSC Opera
MSC Opera (укр. Опера) — круїзне судно класу Lirica, що перебуває у власності компанії «MSC Cruises», якою і експлуатується. Ходить під прапором Панами із портом приписки в Панамі.

## Історія судна
Судно побудоване у 2004 році. 23 травня того ж року здане в експлуатацію. Перше плавання здійснило 27 липня 2004 року.
На церемонії хрещення, яка відбулася 26 червня 2004 року в Генуї, хрещеною матір'ю судна виступила італійська акторка Софі Лорен.

## Інциденти
У травні 2010 року співробітники прикордонного відомства Великої Британії у Дуврі виявили великий об'єм кокаїну, прихованого в чотирьох пасажирських кабінах.
14 травня 2011 року «MSC Opera» зазнала поломки двигунів в Балтійському морі. Її відбуксирували до порту Нинесгамн, на південь від Стокгольма. Близько 1 700 пасажирів були доставлені додому зі Стокгольма протягом дня. Пасажирам був наданий ваучер для покриття витрат на круїз. 17 травня 2011 року «MSC Opera» відбула з Нюнесгамна до польської Гдині для ремонту.
У березні 2019 року португальська поліція Мадейри заарештувала дванадцять осіб на борту «MSC Opera» (прибули до порту Фуншал на Азорських островах з Карибського басейну) внаслідок виявлення на борту 18 кг кокаїну, прихованого в мішках з чіпсами.
2 червня 2019 року судно зіткнулася з причалом у Венеції, при цьому протягнувши вздовж нього припарковане прогулянкове малогабаритне судно.